# Polypodium rzedowskianum
Polypodium rzedowskianum là một loài thực vật có mạch trong họ Polypodiaceae. Loài này được Mickel mô tả khoa học đầu tiên năm 2004.